# Pelargonium carnosum
Pelargonium carnosum ((L.) L'Hér., 1789) è una pianta appartenente alla famiglia delle Geraniaceae, originaria del Sudafrica e della Namibia.

## Coltivazione
È una specie molto difficile da coltivare, per questo è particolarmente rara; sviluppa pianticelle alte circa quindici centimetri, con il tubero molto tozzo e poco propenso allo sviluppo di gambo, foglie ed infiorescenze; la maggior parte dei pelargoni carnosi non riesce, infatti, a riprodursi e a vivere per più di pochi anni.